# Delavske pravice
Delavske pravice ali pravice delavcev so tako pravne kot človekove pravice v zvezi z delovnimi razmerji med delavci in delodajalci. Te pravice so kodificirane v nacionalnem in mednarodnem pravu o delu in zaposlovanju. Na splošno te pravice vplivajo na delovne pogoje v delovnih razmerjih. Ena najvidnejših je pravica do svobode združevanja, imenovana tudi pravica do organiziranja. Delavci, organizirani v sindikate, uveljavljajo za izboljšanje delovnih pogojev pravico do kolektivnega dogovarjanja.

## Delovno ozadje
Skozi zgodovino so delavci, ki so zahtevali določene pravice, skušali uresničiti svoje interese. V srednjem veku so se zahteve po boljših plačah in delovnih pogojih izrazile v angleškem kmečkem uporu leta 1381. Eden od voditeljev upora, John Ball, je dejal, da so ljudje rojeni enaki, rekoč: »Kdo je bil gospod, ko je Adam obdeloval zemljo in je Eva predla?« Delavci so se pogosto sklicevali na tradicionalne pravice. Angleški kmetje so se na primer borili proti ograditvenemu gibanju, ki je zavzemalo tradicionalno skupna zemljišča in si jih prilaščalo za zasebna.
Delavske pravice so razmeroma nov dodatek k sodobnemu naboru človekovih pravic. Sodoben koncept delavskih pravic sega v 19. stoletje po ustanovitvi delavskih sindikatov, ki je sledila procesom industrializacije. Kot eden od zagovornikov pravic delavcev izstopa Karl Marx. Njegova filozofija in ekonomska teorija sta se osredotočili na delavska vprašanja in zagovorništvo ekonomskega sistema socializma, družbe, ki bi ji vladali delavci. S skupinami, na katere je vplival Marx, so bila povezana številna družbena gibanja za pravice delavcev, na primer socialisti in komunisti. Za delavske interese so se zavzemali tudi zmernejši demokratični socialisti in socialni demokrati. Novejše zagovorništvo pravic delavcev se osredotoča na posebno vlogo, izkoriščanje in potrebe delavk ter na vse bolj mobilne globalne tokove občasnih, storitvenih ali gostujočih delavcev.

## Temeljni standardi dela
Po opredelitvi Mednarodne organizacije dela (ILO) v Deklaraciji o temeljnih načelih in pravicah pri delu so temeljni standardi dela »splošno priznani kot posebno pomembni«. Veljajo splošno, ne glede na ratifikacijo zadevnih konvencij, stopnjo razvitosti države ali kulturne vrednote. Ti standardi so kvalitativni in ne določajo posebne ravni delovnih pogojev, plač ali zdravstvenih in varnostnih standardov. Njihov namen ni spodkopavanje primerjalne prednosti, ki bi jo lahko imele države v razvoju. Temeljni delovni standardi so pomembne človekove pravice in so priznani v široko ratificiranih mednarodnih instrumentih o človekovih pravicah, vključno s Konvencijo o otrokovih pravicah (CROC), ki je najbolj razširjena pogodba o človekovih pravicah s 193 pogodbenicami, in Mednarodnim paktom o državljanskih in političnih pravicah s 160 pogodbenicami. Vključeni so v različne določbe, ki so povezane z delom v instrumentih mehkega prava, kot so Globalni dogovor ZN, smernice OECD in Deklaracija ILO o mednarodnih podjetjih.
Temeljni standardi dela so:
- Svoboda združevanja:[5] Delavci se lahko včlanijo v sindikate, ki so neodvisni od vpliva vlade in delodajalca.
- Pravica do kolektivnih pogajanj:[6] Delavci se lahko pogajajo z delodajalci ne le individualno, ampak tudi kolektivno.
- Prepoved vseh oblik prisilnega dela:[7] Vključuje varstvo pred zaporniškim delom in suženjstvom ter preprečuje, da bi morali delavci delati pod prisilo.[8]
- Odprava najhujših oblik otroškega dela:[9] Uvedba minimalne delovne starosti in določenih delovnih pogojev za otroke.
- Nediskriminacija pri zaposlovanju: enako plačilo za enako delo.

Zaradi domačih omejitev je vse te konvencije ratificiralo zelo malo držav članic ILO, toda ker so te pravice priznane tudi v UDHR in so del običajnega mednarodnega prava, so k spoštovanju teh pravic zavezane vse držae članice ILO. Številna vprašanja so zunaj temeljnih standardov dela, med drugim pravica do podatkov o zaposlitvi, razčlenjenega plačnega obračuna, disciplinskega postopka, v katerem imajo delavci pravico do zagovornika, dnevnimi odmori, odmori za počitek, plačanim dopustom in drugim.

## Vprašanja delavskih pravic
Razen za pravico do organiziranja so se delavska gibanja zavzemala za različna druga vprašanja, za katera bi lahko rekli, da so povezana z delavskimi pravicami. Delavsko gibanje je začelo izboljševati delovne razmere delavcev. Leta 1768 je potekal prva stavka, v kateri so newyorški krojači protestirali proti zmanjšanju plač. To je pomenilo začetek delavskega gibanja. Ob koncu 18. stoletja so bili ustanovljeni sindikati, da bi se zavzemali za izboljšanje delovnih pogojev za vse delavce, boljše plače, razumne delovne ure in varnejše delovne pogoje. Delavsko gibanje si je prizadevalo za ustavitev otroškega dela, zagotavljanje zdravstvenih ugodnosti ter pomoč poškodovanim in upokojenim delavcem.

### Omejitev ur dela
Številne kampanje delavskega gibanja so namenjene omejevanju ur na delovnem mestu. Delavska gibanja 19. stoletja so se zavzemala za osemurni delovnik. Dlovni čas so poskušale omejiti tudi delavske zagovorniške skupine, tako da v številnih državah delovni teden traja 40 ur ali manj. V Franciji so leta 2000 uvedli 35-urni delovni teden, čeprav je ta standard od takrat precej oslabel. Delavci se lahko z delodajalci dogovorijo za daljše delo, vendar se dodatne ure plačajo kot nadure. V Evropski uniji je delovni teden omejen na največ 48 ur, vključno z nadurami.

### Otroško delo
Zagovorniki delavskih pravic si prizadevajo tudi za boj proti otroškemu delu. Delo otrok vidijo kot izkoriščevalsko in pogosto gospodarsko škodljivo. Nasprotniki otroškega dela pogosto trdijo, da so zaposleni otroci prikrajšani za izobrazbo. Leta 1948 in nato še leta 1989 so Združeni narodi razglasili, da imajo otroci pravico do socialnega varstva.
Otroci se težko borijo za svoje osnovne pravice, zlasti na delovnem mestu. Pogosto so premalo zdravljeni. Delodajalci izkoriščajo otroško delo, ker se otroci ne morejo kolektivno dogovarjati in pristajajo na delo na neprijetnem delovnem mestu. Skoraj 95 % otroškega dela poteka v državah v razvoju. Primera industrije, v kateri so bili opaženi primeri dela otrok, ki vodijo do hudih poškodb ali smrti, sta rudarjenje kobalta v DR Kongo in rudarjenje bakra v Zambiji, kjer naj bi otroci sodelovali pri vseh oblikah rudarjenja na račun svojega izobraževanja.  Vse večja je zaskrbljenost, da bo naraščajoče povpraševanje po virih, ki vključujejo otroško delo za industrije, kot je proizvodnja baterij za električna vozila, le še povečalo kršitve delavskih pravic. V Indiji in Pakistanu delajo otroci dolge ure v različnih panogah zaradi dolgov svojih staršev. Revne družine se pri plačevanju računov včasih zanašajo na dohodek svojih otrok. V Egiptu dela približno 1,5 milijona otrok, mlajših od 14 let, čeprav obstaja delovna zakonodaja o varstvu otrok.

### Pogoji na delovnem mestu
Zagovorniki delavskih pravic si prizadevajo izboljšati pogoje na delovnem mestu v skladu s sprejetimi standardi. V Združenih državah so se med obdobjem Progresivnega gibanja začele reforme delovnih mest, ki so prejele medijsko pozornost s knjigo Uptona Sinclaira Džungla ter dogodki, kot je bil požar v tovarni Triangle Shirtwaist leta 1911. Zagovorniki dela in druge skupine pogosto kritizirajo proizvodne obrate s slabimi delovnimi pogoji kot izkoriščevalska podjetja in nevarnost za zdravje pri delu ter se zavzemajo za boljše delovne prakse in priznavanje pravic delavcev po vsem svetu.

### Varnost in družbena trajnost
Nedavne pobude na področju trajnosti so se osredotočile na socialno trajnost, ki vključuje promocijo delavskih pravic in varnih delovnih pogojev, preprečevanje trgovine z ljudmi in odpravo nezakonitega otroškega dela pri trajnostno pridobljenih izdelkih in storitvah. Organizacije, kot sta ameriško ministrstvo za delo in zunanje ministrstvo, so objavile študije o izdelkih, za katere je bilo ugotovljeno, da jih izdelujejo otroci, in panogah, v katerih uporabljajo ali financirajo trgovino z ljudmi. Delavske pravice so mednarodno opredelile ustanove, kot je norveška Agencija za javno upravljanje in e-upravo (DIFI), in so opredeljene tudi v operativnih standardih Mednarodne finančne korporacije.

### Minimalna plača
Delavsko gibanje si prizadeva za zakonodajo o zajamčeni minimalni plači, potekajo pa tudi pogajanja o zvišanju minimalne plače. Nasprotniki vidijo zakonodajo o minimalni plači kot omejevanje zaposlitvenih možnosti za nekvalificirane delavce in začetnike.
Pogosto se razpravlja o koristih in stroških neposrednih tujih naložb za delavske pravice. Študija Paytona in Wooja je pokazala, da »delavci morda ne bodo opazili drastičnega zvišanja minimalne plače, vendar jim bo rahlo koristilo boljše uveljavljanje obstoječe zakonodaje o minimalni plači ali drugem zakonskem varstvu, s čimr se bodo postopoma izboljševali splošni delovni pogoji, ko se bo v državo steklo več neposrednih tujih naložb.«

### Delavci migranti
Zakoniti delavci migranti so prav tako izpostavljeni zlorabam. Migranti so bili na primer predmet številnih domnevnih zlorab v Združenih arabskih emiratih (vključno z Dubajem). Organizacija Human Rights Watch je navedla več nepravilnosti, vključno z »neizplačevanjem plač, podaljšanim delovnim časom brez nadomestila za nadurno delo, nevarnim delovnim okoljem, ki povzroča smrti in poškodbe, slabimi življenjskimi razmerami v delovnih taboriščih in zadržanjem potnih listov in potnih listin s strani delodajalcev.« Delavcem migrantom kljub zakonodajni prepovedi zasežejo potne liste, zaradi česar ti delavci ne morejo zamenjati službe ali se vrniti domov. Toda razmere se vendarle izboljšujejo. Minister za delo in socialno varnost Ali bin Abdul Al Kaabi je izvedel številne reforme, da bi pomagal izboljšati delovne razmere v državi.

### Nedokumentirani delavci
Številni vidijo kot delavsko pravico tudi pravico do enake obravnave, ne glede na spol, poreklo ali videz, vero ali spolno usmerjenost. Diskriminacija na delovnem mestu je v mnogih državah nezakonita, vendar nekateri vidijo razlike v plačah med spoli in skupinami kot stalno težavo.
Številni delavci migranti niso deležni osnovnih delavskih pravic predvsem zato, ker ne govorijo lokalnega jezika, ne glede na svoj pravni status. Nekateri so opazili, da ne dobijo pravega zneska denarja glede na obljubljeno plačo, drugi pa so podplačani.

### Globalizacija
Marca 2004 je Svetovna komisija za socialno razsežnost globalizacije izdala poročilo z naslovom »Pravična globalizacija: ustvarjanje priložnosti za vse«. V poročilu je opisano, kako lahko potencialna globalizacija vpliva na delavske pravice. Reforma globalizacije bo zahtevala sodelovanje ne le znotraj države, temveč tudi na svetovni ravni. Političnim oblastem predlaga, naj »znova namenijo pozornost svetovni solidarnosti«.
Zagovorniki pravic delavcev so izrazili zaskrbljenost nad tem, kako lahko globalizacija vpliva na pravice delavcev v različnih državah. Nekatere mednarodne agencije in svetovne korporacije menijo, da bo strogo uveljavljanje omejilo gospodarsko rast države. Ker podjetja svoje delo oddajajo delavcem iz držav z nižjimi plačami, bodo vlade omilile svoje predpise, da bi pritegnile podjetja. Posledično bodo revne države uveljavljale nižje standarde delavskih pravic, da bi lahko konkurirale drugim državam. Študija Layne Mosley je pokazala, da so se kolektivne delavske pravice od začetka svetovne širitve zmanjšale. Če bo sporazume in pogodbe podpisalo več držav, bodo delavske pravice varovane po vsem svetu. Nekatere države pa jih podpišejo, čeprav ne nameravajo upoštevati pravil, kar škoduje uveljavljanju delavskih pravic.
Nekateri trdijo, da bi lahko globalizacija izboljšala uveljavljanje delavskih pravic z odzivom na zahteve drugih držav. Vlade naj bi delovale v skladu s svojimi nacionalnimi interesi, zato naj bi upoštevale zahteve pomembnih trgovskih partneric za dosledno uveljavljanje delavskih pravic.

### Diskriminacija delavskega gibanja
V vseh panogah so bili ustanovljeni sindikati. V obrtništvu so sindikati naleteli na težave pri svojem oblikovanju zaradi različnih skupin spretnosti, ki so bile pogosto rasno ali spolno pogojene. V ZDA je leta 1895 obstajalo zgolj belsko Mednarodno združenje strojnikov. Z vstopom v 20. stoletje so se Afroameričani selili z juga na sever ZDA, vendar so tudi tam naleteli na diskriminacijo pri zaposlovanju. Rasni stereotipi so se uporabljali za delitev delavskega razreda in ustvarjanje segregacije. To je sčasoma privedlo do oblikovanja črnskih kodeksov in zakonov Jima Crowa, ki so omejili možnosti Afroameričanov, da si zagotovijo prežitvena sredstva. Zakoni Jima Crowa, sprejeti v 19. stoletju, so bili zakoni, ki so Afroameričanom prepovedovali življenje v belih soseskah ter jih od belcev ločevali na javnih mestih.

## Merjenje delavskih pravic
Različne organizacije so zasnovale več indeksov, ki merijo delavske pravice. Nekateri se osredotočajo na kolektivna pogajanja in svobodo združevanja, vključno z nabori podatkov, ki so jih pripravili Mednarodna konfederacija sindikatov (ITUC), Mednarodna organizacija dela (ILO) in Pensilvanijska državna univerza.   Drugi, kot so podatki, ki sta jih pripravila Inštitut V-Dem in Center za analizo svetovne politike UCLA, se osredotočajo na druge vidike, kot so diskriminacija pri zaposlovanju, otroško delo in prisilno delo.  
ITUC vsako leto pripravi Globalni indeks pravic, ki ocenjuje »države glede na njihovo upoštevanje kolektivnih delavskih pravic in dokumentira kršitve mednarodno priznanih pravic s strani vlad in delodajalcev.«  ILO pripravlja podatke za Cilj trajnostnega razvoja 8.8.2, ki meri stopnjo nacionalnega upoštevanja delavskih pravic (svoboda združevanja in kolektivno dogovarjanje) na podlagi besedilnih virov Mednarodne organizacije dela (ILO) in nacionalne zakonodaje po spolu in statusu migrantov. V preteklosti je Center za globalne delavske pravice Pensilvanijske državne univerze pripravil nabor kazalnikov delavskih pravic, ki uporabljajo podobno metodologijo kot ILO, vendar pokrivajo več držav. 
Inštitut V-Dem pripravlja širok nabor podatkov o državljanskih pravicah in demokraciji. To vključuje podatke o razširjenosti prisilnega dela in podatke o organizacijah civilne družbe, vključno s sindikati.  Center za analizo svetovne politike UCLA vodi zbirko podatkov o vrsti globalnih pravnih standardov, vključno s pravicami žensk, pravicami invalidov, otroškim delom in diskriminacijo pri zaposlovanju. 